# 教育哲學
教育哲學是对教育问题的哲学思考，用哲学的方法和语言来研究教育问题。研究的对象包括教育的本質、目的、學習的歷程、知識的架構、人類的課題、權威的問題、教育和社會之間的關係、教育的方針等等。
教育哲學認為人民素養和文化的傳承、演變大多取決於教育，而教育孩子及公民都是很大的挑戰，因為教育的過程不僅是一些班級經營方法，還涉及倫理學、政治學、心理學、美學和經濟學等不同面向。
自從讓-雅克·盧梭開始，教育哲学开始跟发展心理学发生联系。盧梭在《愛彌兒》一書中，認為人有與生俱來的學習能力，教育的過程應該是以孩子為中心，從旁協助他對世界的主動探索，而不是由成人來主導一切。

## 東方的教育哲學

### 儒家
在春秋時期的中國，孔子提出有教無類的教育原則。道德上，以仁為目標，「忠」（敬事）和「恕」（同理）為基礎，強調已所不欲，勿施於人。孔子的教育思想中，認為天道、人德、禮樂和人生智慧比知識重要，提出志於道、據於德、依於仁、遊於藝的實踐方式，並透過六藝來鍛鍊身心。孔子的教育思想記錄在《論語》中。
孔子認為「知之為知之，不知為不知，是知也」，學習者能認清自己的局限是很重要的。
戰國時代的儒者荀子在〈勸學篇〉提出，教育和學習是為了超越人趨於惡的天性，建立人為的善，以達成公共秩序和個人的知識、修養。
儒家思想雖有不同派別，都一致同意教育的目的是《大學》提到的明明德，以協助個人自身的提升（內聖，自我實現）推廣到治理天下（外王）為方法。
在明朝，儒家分為程頤、朱熹的理學和陸象山、王陽明的心學。理學中強調透過明辨外在的事物來充實知識、體悟人生，因此學習的重點是分析客觀的世界。心學中強調知行合一，較重視內在的修行、致良知而較不重視分析客觀的世界。

### 道家
春秋時代的哲學家老子提出無為而治、不言之教的教育觀。老子提出生而不有、為而不恃、長而不宰的方法，認為萬物自然會成長，學習者自然會學習，教育者應扮演協助的角色而不是引導或控制。這對自主學習的思想產生了影響。
老子和孔子一樣，認為學習者應瞭解自己的局限。

### 佛家
主張人原本皆具足無量智慧與善良本性(以電腦比喻，電腦本身可以寫入完美的程式),只是因為累世以來業力蓄積,影響了原本的通達思考與良知良能(即剛開始寫入的程式並不完美，而且後面寫入的程式還受到前面的程式的影響).若能經常加以修行,即能保有一定的修為(不斷的修編程式達到完美),不至於因世事矇蔽而墮入六道輪迴,直至成佛.(將程式寫至完美便不再需要修改)
淨土宗有一說法，常念"南無阿彌陀佛"達到一心不亂，可以前往阿彌陀佛的無量壽佛國，也就是大家常說的西方極樂世界，在那裡學習直至一生補處菩薩的境界，好來生成佛.

## 宋明理學
朱熹

陸九淵

王陽明

## 西方的教育哲學

### 教育哲学家

#### 柏拉图
柏拉圖是第一位重要的教育思想家。教育在他的整體哲學視野中只佔一小部分，卻是很重要的一部分。他認為教育是創造和傳承他的理想國的一把鑰匙。
他主張讓孩子遠離個別母親的照顧，接受整個社群的共同看护和公立的教育。透過教育的過程，一面培養孩子的知識和能力，一面觀察他們，依照其能力分為不同的社會等級，最高的接受最多的教育，以使他們成為城市的領袖和衛士。
一般的教育的內容以體育、音樂和數學為主。領袖的教育還包含哲學、遊歷（考察社會現象）等。

#### 亚里斯多德
参见：亞里士多德.

#### 卢梭
尽管盧梭(1712-78)對柏拉圖的哲學十分尊敬，但也拒絕了它。它因為社會腐朽而變得不切實際。盧梭卻對人類發展有另外一種理論，

认为存在着一个所有人共同的發展過程。這是一個內在而自然的過程是源於求知慾。這是驅使孩子去學習及適應環境的天性。

#### 杜威
参见：约翰·杜威

#### 斯金纳
斯金纳(1904-1990)对教育哲学的一个贡献 

## Critical responses and counter-哲学
威權體制教育指的是升學主義和管理主義思維下的學校體制。它的特色是：學生對師長的絕對服從、量化的考試成績做為衡量人的價值的主要量尺、幾乎沒有空堂或自由選課的時間、學生的生活規範多半由成人制定和執行。簡單來說，威權體制教育將學生為自己做決定的空間壓縮得很小，而將成人的價值強加在學生身上。為了方便管理，許多不符合教育原則的事也可能發生。其中最為惡名招彰的是體罰。

## 自主學習
自主學習是一種教育與學習的哲學，同時是一門藝術。相較於其他教育學派，自主學習者認為沒有人能替別人作決定。這與許多教育的現況看似矛盾，因為成人總認為自己有權替孩子作決定，特別是在他們還小的時候。
從自主學習者的角度來看，他人所給予的只有資源和限制，但如何在這些條件下抉擇，以何種價值觀來抉擇，則是學習者自己的事，旁人最多只能提供建議，不能替他抉擇，也不能替他判斷什麼對他好，什麼對他不好。